# 영상툰
영상툰은 2010년대부터 유행하기 시작한 애니메이션의 장르 중 하나로, 호러 애니메이션 등의 다양한 분야로 다시 나누어진다. 일반적으로 라디오 방송과 비슷한 방식으로 진행되며, 개인 및 단체의 완전한 창작으로 구성되는 경우도 있다.

## 역사
영상툰의 대략적인 구성은 대한민국의 은퇴한 만화가 '써리의 영상툰'이 성립한 것으로 알려져 있으며, '영상툰'이라는 용어는 2016년 3월에 각 분야의 웹툰을 소개하는 기사로부터 알려졌다.
2018년, 2019년에는 게임, 영화 등의 홍보를 목적으로 자체적 및 외주로 영상툰을 만드는 것이 알려졌으며, 언론에 보도된 창작물로 롱 리브 더 킹: 목포 영웅이 있다.

### 일본
영상툰과 비슷한 형식으로 진행되는 웹 애니메이션 형식인 '漫画動画'가 존재한다.
대표적인 일본의 영상툰 채널로 휴먼버그대학교, 'エトラちゃんは見た！' 등이 존재하며, '漫画エンジェルネコオカ'의 작품 'クラスの大嫌いな女子と結婚することになった。' 등 채널들의 콘텐츠가 굿즈, 서적화 등으로도 이루어지고 있다.

## 사건 및 사고
2021년 1월 한 마케팅 단체에서 운영하는 유튜버 차미툰 채널이 커뮤니티 사이트 디시인사이드에서 활동하는 한 만화가의 만화를 표절한 영상을 유튜브 등의 플랫폼에 업로드했다. 
수 개월이 지난 후 타 영상툰 제작 팀 유튜버에게 공론화되어 인터넷 커뮤니티 사이트에서 비판을 받고 있다.

## 관련 서적
- "초코빅" ISBN 9791164138173
- "웹툰의 영화 트랜스미디어 전략" ISBN 9791128815041